# Scuderia Finotto
Scuderia Finotto var ett schweiziskt privat formel 1-stall i mitten av 1970-talet.
Stallet tävlade i en Brabham säsongen 1974 och kvalade in till ett lopp, debutloppet i Belgien. Man försökte sedan kvala in till loppen i Frankrike, Österrike och Italien men misslyckades, varefter stallet upphörde.

## F1-säsonger
| Säsong | Tävlingsnamn     | Bil          | Motor                    | Däck | Poäng | VM-plac. | Förare                                         |
| ------ | ---------------- | ------------ | ------------------------ | ---- | ----- | -------- | ---------------------------------------------- |
| 1974   | Scuderia Finotto | Brabham BT42 | Ford Cosworth DFV 3.0 V8 | G F  | 0     | (5:a)    | Gérard Larrousse Helmuth Koinigg Carlo Facetti |